# Haar
Haar település Németországban, azon belül Bajorországban. Lakosainak száma 23 056 fő (2023. december 31.). Haar München, Putzbrunn, Grasbrunn, Feldkirchen és Vaterstetten községekkel határos.

## Népesség
A település népessége az elmúlt években az alábbi módon változott:
| Lakosok száma | 367  | 8799 | 18 824 | 16 645 | 19 627 | 19 920 | 20 851 | 21 000 | 21 797 | 23 056 |
|               | 1875 | 1950 | 1975   | 1987   | 2012   | 2014   | 2016   | 2017   | 2021   | 2023   |